# Димитър Галев (историк)
 Тази статия е за историка от Струмишко.  За революционера от Велес вижте Димитър Галев (революционер).  
Димитър Глигор Галев (на македонска литературна норма: Димитар Глигор Галев) е историк, просветен деец и общественик от Северна Македония с българско национално самосъзнание.

## Биография
Димитър Галев е роден на 25 декември 1939 година в струмишкото село Съчево, тогава в Кралство Югославия, днес в община Струмица в Северна Македония. Потомък е на съчевчанеца Гальо, един от първите присъединили се към ВМОРО в Струмишко, убит през 1911 година. Основно и гимназиално образование завършва в родния си край. Завършва история и география в Педагогическата академия в Щип, след което е просветен работник в родния си край.
През 1976 година започва да работи по темата „Условията и обстоятелствата за дейността на НОБ в Източна Македония през 1941–42 година“, която защитава през 1981 година и с която получава магистърската си степен в Скопския университет. По време на изследването, което прави по темата, е въвлечен „в едно противоречие, смесица между това, което учих в скамейките и видяното и чутото в архивите, на терена и чрез живата дума на съвременниците, свидетели на събитията“. През 1978 година се среща с Михайло Апостолски, професор в университета и тогавашен председател на МАНУ, с когото обсъжда противоречията, които среща по време на изследването. Апостолски го съветва да не действа предубедено и насочващо при разпитите на свидетелите, да не селектира документацията от архивите по свои предубедени заключения, а по отношение на някои исторически личности като Тодор Александров, Методия Шаторов, Бане Адреев, Ченто, Тодор Павлов, Кочо Рацин, му казва, че има и „втора страна“ и че „сега не е време да се пише за това“. Апостолски го съветва да разшири изследването и да пази добре резултатите. Приема съветите на Апостолски. Паралелно работи и по други проекти, сред които е и проектът „Субектите и средствата за денационализация и терорът в Югоизточна Македония между Балканските и Втората световна война“. През 1991 година издава двутомния си труд „Белият терор в Югоизточна Македония 1912–1941 г.“.
След въвеждането на политическия плурализъм през 1990 година става председател на Демократичен съюз – Партия на земеделците (ДС – ПЗМ), една от първите политически партии в Република Македония, основана в родното му село. През 1991 година, в навечерието на референдума за независимост, проведен на 8 септември, подкрепя независимостта на Република Македония. На трибуна в Прилеп, проведена на 31 август в организация на Общинското събрание, на въпрос дали Македония се отделя от Югославия с референдума, отговаря: „Како да се отцепи кога и не е здружена по своја волја Македонија“.
В 1993 година по негова инициатива в Скопие се създава Движение за приятелство между Република Македония и България. Като представител на  движението през септември 1993 година, заедно с  Александър Рунтев от Щип, Димитър Мицков от Скопие и Крум Чушков от Велес, посещават 72-рия конгрес на Македонските патриотични организации в САЩ и Канада, провел се в Торонто. Поради своята дейност е следен от Службата за държавна безопасност на Република Македония. През 1996 година след атентата срещу Киро Глигоров, движението е забранено, а неговите членове и съмишленици са подложени на репресии. Уволнен е от длъжността окръжен инспектор на просветата в Струмица и е подложен на постоянен полицейски произвол. Въпреки тези удари, той продължава да бъде основна обединителна фигура за българската общност в Република Македония. През 2002 година разработва програма, в която доразвива принципите за конфедерация между България и Република Македония. Прави пълна историческа, национална и политическа обосновка за необходимостта от такъв проект, който е подкрепен от 20З-ма интелектуалци. Преди документът да бъде официално оповестен, македонската полиция прави обиск в дома му и го конфискува. Извикан от президента Борис Трайковски, с когото подробно разговарят за конфедеративната идея. Трайковски не го критикува, но му препоръчва да бъде внимателен и да не предприема нищо без негово знание и съгласие.
Галев умира на 5 януари 2005 година в Струмица при неизяснени обстоятелства.
През 2017 година община Струмица наименува улица в родното му село на негово име.